# Coalsnaughton
Coalsnaughton är en by i Clackmannanshire i Skottland. Byn är belägen 41,7 km 
från Edinburgh. Orten har 900 invånare (2016).